# Lijst van fractievoorzitters van D66 in de Eerste Kamer
Hieronder staat een lijst van fractievoorzitters van de Democraten 66 (D66) in de Eerste Kamer.

## Fractievoorzitters
| Fractievoorzitter            | Fractievoorzitter                              | Termijn                               | Periode   |
| ---------------------------- | ---------------------------------------------- | ------------------------------------- | --------- |
| N.F.I. (Bert) Schwarz        | ir. N.F.I. (Bert) Schwarz (1917–1999)          | 11 mei 1971 – 17 september 1973       | 1971–1974 |
| P.C.J. (Paula) van Schaveren | drs. P.C.J. (Paula) van Schaveren (1942)       | 17 september 1973 – 17 september 1974 | 1971–1974 |
| D. (Doeke) Eisma             | drs. D. (Doeke) Eisma (1939–2023)              | 17 september 1974 – 20 september 1977 | 1971–1977 |
| Vacant                       |                                                |                                       |           |
| J.F. (Jan) Glastra van Loon  | mr.dr. J.F. (Jan) Glastra van Loon (1920–2001) | 16 september 1980 – 3 december 1985   | 1980–1981 |
| J.F. (Jan) Glastra van Loon  | mr.dr. J.F. (Jan) Glastra van Loon (1920–2001) | 16 september 1980 – 3 december 1985   | 1981–1983 |
| J.F. (Jan) Glastra van Loon  | mr.dr. J.F. (Jan) Glastra van Loon (1920–2001) | 16 september 1980 – 3 december 1985   | 1983–1986 |
| J.J. (Jan) Vis               | mr. J.J. (Jan) Vis (1933–2011)                 | 3 december 1985 – 3 juni 1986         |           |
| J.J. (Jan) Vis               | mr. J.J. (Jan) Vis (1933–2011)                 | 3 juni 1986 – 13 juni 1995            | 1986–1987 |
| J.J. (Jan) Vis               | mr. J.J. (Jan) Vis (1933–2011)                 | 3 juni 1986 – 13 juni 1995            | 1987–1991 |
| J.J. (Jan) Vis               | mr. J.J. (Jan) Vis (1933–2011)                 | 3 juni 1986 – 13 juni 1995            | 1991–1995 |
| E.H. (Eddy) Schuyer          | E.H. (Eddy) Schuyer (1940)                     | 13 juni 1995 – 12 juni 2007           | 1995–1999 |
| E.H. (Eddy) Schuyer          | E.H. (Eddy) Schuyer (1940)                     | 13 juni 1995 – 12 juni 2007           | 1999–2003 |
| E.H. (Eddy) Schuyer          | E.H. (Eddy) Schuyer (1940)                     | 13 juni 1995 – 12 juni 2007           | 2003–2007 |
| A.G. (Gerard) Schouw         | dr. A.G. (Gerard) Schouw (1965)                | 12 juni 2007 – 17 juni 2010           | 2007–2011 |
|                              | mr. J.W.M. (Hans) Engels (1951)                | 17 juni 2010 – 7 juni 2011            | 2007–2011 |
| R.H.L.M. (Roger) van Boxtel  | mr. R.H.L.M. (Roger) van Boxtel (1954)         | 7 juni 2011 – 9 juni 2015             | 2011–2015 |
| Th.C. (Thom) de Graaf        | mr. Th.C. (Thom) de Graaf (1957)               | 9 juni 2015 – 26 juni 2018            | 2015–2019 |
|                              | mr. J.W.M. (Hans) Engels (1951)                | 26 juni 2018 – 11 juni 2019           | 2015–2019 |
| A.L. (Annelien) Bredenoord   | dr. A.L. (Annelien) Bredenoord (1979)          | 11 juni 2019 – 13 juni 2023           | 2019–2023 |
| P.H. (Paul) van Meenen       | drs. P.H. (Paul) van Meenen (1956)             | 13 juni 2023 – heden                  | 2023–2027 |